# Râul Loșna
Râul Loșna este unul din cele două brațe care formează râul Negoiu. 